# 石上泰輝
石上 泰輝（いしかみ たいき、2001年5月18日 - ）は、徳島県鳴門市出身のプロ野球選手（内野手）。横浜DeNAベイスターズ所属。

## 経歴

### プロ入り前
鳴門市明神小学校で2年生の時に明神ブレーブスで野球を始める。鳴門市第一中学校では軟式野球部に所属し、3年時は主将を務めて全国中学校軟式野球大会に出場した。
徳島県立徳島商業高等学校では1年夏からベンチ入りし、2年秋から二塁手のレギュラーを務めた。この時点では高校卒業後に野球を引退して就職する意向だったが、その後出場した秋季四国大会にて、英明との初戦で4安打を記録して勝利に貢献。大舞台で結果を残し、「関東の大学でプレーしたい」という意欲が芽生えた。3年夏は徳島大会準決勝で鳴門に敗れ、3年間で甲子園大会出場はなかった。高校通算11本塁打。
高校卒業後は東洋大学へ進学。1年秋からベンチ入りし、2年秋から二塁手のレギュラーを務めた。3年春からは遊撃手を務め、中央大学との入れ替え戦第1戦では西舘勇陽から満塁本塁打を放ち勝利に貢献したが、その後連敗し1部リーグ昇格を逃した。4年春のリーグ戦では駒澤大学との入れ替え戦に勝利し、1部リーグ昇格を果たした。
2023年10月26日に開催されたドラフト会議にて、横浜DeNAベイスターズから4位指名を受けた。指名当日は、大学同期の細野晴希が先に北海道日本ハムファイターズから1位指名を受けていたため、細野を囲み野球部の集合写真撮影が行われていた瞬間に石上もDeNAから指名を受け、仲間の歓声で指名に気付き祝福を受けた。11月20日に契約金4900万円、年俸850万円（金額はいずれも推定）で仮契約した。背番号は44。

### DeNA時代
2024年は、春季キャンプからA班でのスタートとなり、練習試合からパンチ力のある打撃でアピールを続け、オープン戦では3月3日のオリックス・バファローズ戦（京セラドーム）で平野佳寿から、12球団の新人選手では第1号となる本塁打を記録した。規定打席未満ながら打率.327を記録。5つの盗塁を成功させてオープン戦の盗塁王となった。開幕一軍入りとなり、3月29日の広島東洋カープとの開幕戦（横浜スタジアム）では、「8番・遊撃手」で先発出場した。初打席ではバットを折られて一塁前のゴロになるものの、一塁手のジェイク・シャイナーが送球先を迷う間に一塁を駆け抜け、初安打を記録した。この後に「1番・右翼手」で先発出場した度会隆輝の初安打となる本塁打で本塁を踏み、開幕戦で新人が揃って初安打を記録するのは球団初となった。その後も多くの試合で遊撃手として先発起用されていたが、4月26日の試合での安打を最後に20打席無安打と調子を落とし、5月9日に出場選手登録を抹消された。7月18日、チーム事情で出場辞退した井上絢登に代わってフレッシュオールスターゲームに補充された。20日開催のそのフレッシュオールスターではイースタンの「1番・三塁手」として先発出場すると、2打席目に先制点となる1点本塁打を放ち、優秀選手賞を受賞した。その後はシーズン終了まで一軍昇格は無く、1年目の一軍成績を26試合、打率.183、3打点で終え、二軍では78試合、打率.222、4本塁打、20打点の成績を残した。11月9日、100万円増となる推定年俸950万円で契約を更改した。
2025年は開幕を二軍で迎える。二軍で23試合に出場し、打率.309、10打点、4盗塁と躍動すると、森敬斗に代わって4月26日に同年初めて一軍昇格した。27日の対広島戦で「8番・遊撃手」として同年初スタメン起用された。

## 選手としての特徴・人物
遠投120メートルの強肩と、50メートル5秒9の俊足を武器にした打撃と守備が持ち味。本職の遊撃のほか、二塁、三塁も守れる。
筋肉量の多いガッチリとした体格で、ベンチプレスは140kg、デッドリフトは260kgを持ち上げるほどのパワーを持ち、打撃のタイプとしては石井琢朗コーチからはパワーヒッターと評されている。
愛称は「（ハマの）カミカミ」。

## 詳細情報

### 年度別打撃成績
| 年 度     | 球 団     | 試 合 | 打 席 | 打 数 | 得 点 | 安 打 | 二 塁 打 | 三 塁 打 | 本 塁 打 | 塁 打 | 打 点 | 盗 塁 | 盗 塁 死 | 犠 打 | 犠 飛 | 四 球 | 敬 遠 | 死 球 | 三 振 | 併 殺 打 | 打 率 | 出 塁 率 | 長 打 率 | O P S |
| --------- | --------- | ----- | ----- | ----- | ----- | ----- | -------- | -------- | -------- | ----- | ----- | ----- | -------- | ----- | ----- | ----- | ----- | ----- | ----- | -------- | ----- | -------- | -------- | ----- |
| 2024      | DeNA      | 26    | 79    | 71    | 3     | 13    | 4        | 0        | 0        | 17    | 3     | 2     | 0        | 2     | 0     | 6     | 2     | 0     | 17    | 3        | .183  | .247     | .239     | .486  |
| 通算：1年 | 通算：1年 | 26    | 79    | 71    | 3     | 13    | 4        | 0        | 0        | 17    | 3     | 2     | 0        | 2     | 0     | 6     | 2     | 0     | 17    | 3        | .183  | .247     | .239     | .486  |

- 2024年度シーズン終了時

### 年度別守備成績
| 年 度 | 球 団 | 三塁  | 三塁  | 三塁  | 三塁  | 三塁  | 三塁     | 遊撃  | 遊撃  | 遊撃  | 遊撃  | 遊撃  | 遊撃     |
| 年 度 | 球 団 | 試 合 | 刺 殺 | 補 殺 | 失 策 | 併 殺 | 守 備 率 | 試 合 | 刺 殺 | 補 殺 | 失 策 | 併 殺 | 守 備 率 |
| ----- | ----- | ----- | ----- | ----- | ----- | ----- | -------- | ----- | ----- | ----- | ----- | ----- | -------- |
| 2024  | DeNA  | 4     | 1     | 2     | 0     | 0     | 1.000    | 22    | 42    | 48    | 4     | 13    | .957     |
| 通算  | 通算  | 4     | 1     | 2     | 0     | 0     | 1.000    | 22    | 42    | 48    | 4     | 13    | .957     |

- 2024年度シーズン終了時

### 記録
初記録
- 初出場・初先発出場：2024年3月29日、対広島東洋カープ1回戦（横浜スタジアム）、「8番・遊撃手」で先発出場
- 初打席・初安打：同上、3回裏に九里亜蓮から一塁内野安打
- 初打点：2024年4月2日、対阪神タイガース1回戦（京セラドーム大阪）、3回表に村上頌樹から一ゴロ野選の間に記録
- 初盗塁：2024年4月12日、対東京ヤクルトスワローズ1回戦（横浜スタジアム）、 3回裏に二盗（投手：サイスニード、捕手：松本直樹）

### 背番号
- 44（2024年[10] - ）

### 登場曲
奇数打席
- 「In My Life」SALU

偶数打席
- 「BRIGHT」三代目 J SOUL BROTHERS